# Phù thủy tập sự
Phù thủy tập sự (tựa gốc tiếng Anh: The Sorcerer's Apprentice) là một bộ phim điện ảnh thuộc thể loại hành động – kỳ ảo của Mỹ công chiếu năm 2010 do Jerry Bruckheimer làm nhà sản xuất, Jon Turteltaub đạo diễn và hãng Walt Disney Pictures phát hành – đội ngũ thực hiện nhượng quyền National Treasure. Phim có sự tham gia của Nicolas Cage, Jay Baruchel, Alfred Molina, Teresa Palmer và Monica Bellucci. 
Tựa phim tiếng Anh được đặt theo một phân đoạn nằm trong phim điện ảnh Fantasia năm 1940 (có sự xuất hiện nhân vật của chuột Mickey) mang tên The Sorcerer's Apprentice. Phim còn lấy cảm hứng sâu xa từ bài thơ giao hưởng ra đời vào cuối thập niên 1980 của Paul Dukas và bản ballad năm 1797 của Johann Wolfgang von Goethe. Trong phim, Balthazar Blake (Nicolas Cage), một phù thủy môn đồ của Merlin sống ở Manhattan thời hiện đại phải chiến đấu với phe phù thủy ác, mà đại diện lại là kẻ thù không đội trời chung với Blake, Maxim Horvath (Alfred Molina). Đồng thời Blake còn phải kiếm tìm một truyền nhân có thể kế thừa năng lực pháp thuật của Merlin ("Prime Merlinean"). Sau đó ông gặp gỡ một sinh viên vật lý tên là Dave Stutler (Jay Baruchel) và nhận ra cậu chính là người ông đang tìm kiếm, bên cạnh đó Balthazar cũng phải miễn cưỡng làm người bảo vệ cho Dave. Blake đã dạy cho cậu học trò bất đắc dĩ cách điều khiển và sử dụng năng lực pháp thuật nhằm ngăn chặn Horvath và mụ phù thủy quyền năng Morgana le Fay (Alice Krige) tái hồi sinh linh hồn của những phù thủy ác độc để phá hủy thế giới.
Phù thủy tập sự được công chiếu lần đầu tại Liên hoan phim Fantasia vào ngày 8 tháng 7 năm 2010, và được chiếu rạp bởi Disney tại Hoa Kỳ vào ngày 14 tháng 7. Phim từng khởi chiếu ở Việt Nam vào ngày 24 tháng 7 năm 2010. Bộ phim nhận được nhiều đánh giá trái chiều từ các nhà phê bình và là một bom xịt phòng vé, chỉ thu về 215 triệu đô la so với ngân sách 150 triệu đô la.

## Cốt truyện
Năm 740 sau Công Nguyên, vị pháp sư quyền năng Merlin đã truyền dạy pháp thuật cho ba môn đồ, họ là Balthazar Blake, Veronica Gorloisen và Maxim Horvath. Tuy nhiên Horvath đã phản bội thầy của mình bằng cách đầu quân dưới trướng mụ phù thủy ác độc Morgana le Fay. Morgana là hung thủ đã đâm trọng thương Merlin, để rồi Veronica dùng phép tách linh hồn của Morgana khỏi cơ thể của mụ và đưa nó vào cơ thể của chính cô. Khi Morgana định giết chết Veronica bằng cách chiếm lấy thân xác cô từ bên trong, Balthazar đã can thiệp bằng cách dùng phép giam cầm cả Morgana lẫn Veronica trong "Grimhold", một nhà tù ma thuật dưới vỏ bọc một con búp bê Nga. Trong cơn hấp hối, Merlin trao cho Balthazar một chiếc nhẫn phép nhỏ đính hình rồng nhằm tìm ra Prime Merlinean, tức hậu duệ của Merlin và người duy nhất có khả năng đánh bại Morgana. Trong cuộc truy tìm vị hậu duệ đó trong suốt chiều dài lịch sử, Balthazar đã giam giữ nhiều Morganian, tức những pháp sư cố gắng giải thoát Morgana, trong đó có cả Hovarth trong các lớp ngoài của Grimhold.
Năm 2000 tại thành phố New York, một cậu nhóc 10 tuổi tên Dave Stutler gặp Balthazar tại cửa tiệm đồ cổ của vị phù thủy tại Manhattan, sau khi cậu nhóc bị lạc trong chuyến đi ngoại khóa của trường. Khi Balthazar trao chiếc nhẫn phép của Merlin cho Dave, nó đã tự quấn lấy và đeo chặt vào ngón tay trỏ của cậu bé. Trong lúc Balthazar đi lấy một cuốn sách để dạy phép thuật cho Dave, cậu vô tình làm mở Grimhold, giải thoát cho tên Horvath. Khi hai phù thủy giao tranh với nhau để đoạt lấy Grimhold, Balthazar và Horvath bị dính phép giam cầm trong một chiếc bình cổ Trung Quốc, với lời nguyền sẽ tự động giải thoát cho cả hai trong 10 năm nữa, còn Dave thì kịp thời bỏ trốn khỏi đó. Sau đó Dave cố gắng giải thích cho mọi người rằng có phép thuật trong tiệm đồ cổ, nhưng khi thấy cửa tiệm trống rỗng thì cậu bị tụi bạn chế giễu. Kể từ đó cậu thường xuyên là đối tượng bị bắt nạt, thậm chí bị chẩn đoán nhầm là mắc chứng ảo giác do "mất cân bằng glucose". Mặc dù vậy David vẫn giữ chiếc nhẫn bên mình.
10 năm sau, cậu nhóc Dave ngày nào giờ đã là một sinh viên 20 tuổi thuộc khoa vật lý của trường Đại học New York. Cậu đã gặp gỡ Becky, người cậu đã phải lòng từ khi còn bé. Cậu ngay lập tức mê đắm cô gái này và nhận lời giúp cô sửa cột phát sóng của trạm phát thanh, nơi cô làm việc sau khi nó bị sét đánh hỏng. Khi lời nguyền giam cầm 10 năm hết hiệu lực, hai phù thủy Horvath và Balthazar đều được giải thoát. Horvath tiếp tục truy đuổi cả Dave lẫn Grimhold, rồi cậu sinh viên kịp thời được Balthazar giải cứu sau khi vị phù thủy hóa phép một con đại bàng thép trên miệng máng xối của tòa nhà Chrysler thành vật cưỡi và chở cậu chạy trốn. Lúc đầu Dave từ chối giúp đỡ Balthazar do từng phải đi điều trị tâm thần sau lần đầu họ gặp gỡ, chỉ đến khi Balthazar đưa ra thỏa thuận sẽ rời đi sau khi tìm thấy Grimhold thì cậu mới cân nhắc lại. Họ truy dấu của Grimhold đến phố Người Hoa, nơi Horvath đã giải thoát cho một Morganian là Sun Lok. Dave đã đánh bại Sun Lok còn Balthazar đoạt lại thành công Grimhold từ tay Horvath. Sau những chuyện đã xảy ra, Dave đổi ý và quả quyết rằng cậu thích phép thuật, qua đó nhận lời làm đệ tử của Balthazar. Cậu cũng phát triển tình cảm yêu đương với Becky bất chấp nó đi ngược lại với những lời khuyên và mong muốn của Balthazar, cậu đã gây ấn tượng với cô bạn bằng việc thử nghiệm cuộn dây Tesla để bật bài hát "Secrets" của OneRepublic. Sau khi bị mất Grimhold, Horvath tìm đến một Morganian khác, một pháp sư trẻ tuổi nổi tiếng tên Drake Stone và hai bên cùng hợp tác để bàn mưu đoạt lại Grimhold. Hai tên phù thủy tìm đến Dave và định kết liễu cậu, nhưng Balthazar kịp thời xuất hiện giải cứu cậu. Do bị Horvath hăm dọa, Dave đề nghị Balthazar nói ra sự thật về nhiệm vụ của ông.Vì thế  Balthazar tiết lộ rằng Morgana hiện đang bị nhốt trong Grimhold cùng với Veronica. Nếu như được giải thoát, Morgana sẽ sử dụng thần chú Hồi sinh ("The Rising") để hồi sinh những pháp sư đã chết, tập hợp họ thành một đội quân ép nhân loại làm nô lệ. Vì là Prime Merlinian, Dave sẽ trở nên đủ mạnh để sử dụng phép thuật mà không cần dùng đến nhẫn phép – thứ vốn là yêu cầu bắt buộc để làm phép đối với tất cả những pháp sư khác, kể cả Balthazar hay Horvath, và như thế cậu là người duy nhất có thể ngăn chặn được Morgana. Dù Balthazar tỏ ra miệt thị tình cảm của Dave với Becky, cậu vẫn thuyết phục ông cho phép cậu và cô hẹn hò với nhau. Dave đã cố dùng phép thuật để điều khiển đồ vật dọn dẹp phòng thí nghiệm của mình, nhưng do chưa làm chủ được năng lực nên cậu đã làm mọi thứ rối tung lên, buộc cậu phải hủy cuộc hẹn với Becky. Balthazar lại phải can thiệp và cứu Dave; thất vọng vì bị vỡ mộng, Dave quyết định từ bỏ ý định theo học phép thuật, nhưng rồi nhờ tâm sự với Becky, cậu lại đổi ý.
Trở lại phòng thí nghiệm dưới tầng hầm, Dave phát hiện ra Drake và Horvath đang phối hợp để đoạt lấy Grimhold và định giết Balthazar, nhưng cậu đã kịp thời ngăn cản hai phù thủy kia và giải cứu thầy của mình. Khi thấy Drake đã hết giá trị lợi dụng, Horvath dùng thần chú kí sinh để đoạt lấy phép thuật và nhẫn phép của Drake. Kế đó Horvath giải thoát cho nữ phù thủy Abigail Williams, lợi dụng cô để bắt cóc Becky rồi tiếp đó đoạt luôn cả phép thuật lẫn mặt dây chuyền của cô (thứ này có tác dụng làm phép giống nhẫn của Merlin). Trong lúc Balthazar bị mắc bẫy, Dave bị Horvath dùng Becky làm con tin đe dọa nên buộc phải đưa nhẫn cho y, ngay sau đó Balthazar đuổi theo y đến Công viên Battery, nơi y sẽ triệu hồi Morgana. Horvath giải thoát cho Morgana và mụ bắt đầu dùng thần chú Hồi sinh, còn Horvath làm phép biến Con bò điêu khắc bằng đồng thành thực thể sống và dùng nó tấn công Balthazar. Dave buộc cuộc dây Tesla vào đầu xe của Balthazar và lái nó đến nơi hai phù thủy đang chiến đấu, rồi cậu dùng cuộn dây làm choáng Horvath để giải nguy cho Balthazar, còn ông kịp niệm phép để con đại bàng thép bắt con bò đồng kia đi. Sau đó Dave niệm chú để đưa Morgana tách khỏi linh hồn và cơ thể Veronica và cố nhập hồn mụ phù thủy vào chính ông, nhưng mụ đã trốn thoát được và định tiêu diệt tất cả. Dave ngăn chặn thành công phép thuật của Morgana mà không cần dùng nhẫn, chứng tỏ cậu chính là Prime Merlinean. Nhưng Morgana quá mạnh và bắn hàng loạt tia plasma áp đảo cả ba người họ, thậm chí giết luôn Balthazar khi ông lấy thân mình đỡ cho Veronica. Dave nảy ra mưu dùng phép tạo nên bó dây Tesla có kích thước lớn, chúng cuốn lấy các cột đèn xung quanh và tạo xung điện trường áp đảo Morgana và rồi cậu kết liễu mụ bằng một luồng điện plasma. Cậu cũng dùng luồng điện plasma kích thích tim của Balthazar đập trở lại cứu sống ông, và ông được đoàn tụ với Veronica. Cuối phim, Dave và Becky hôn nhau rồi cùng cưỡi con đại bàng thép của Balthazar đến Pháp để ăn sáng.
Trong cảnh hậu danh đề, Horvath lấy lại chiếc mũ của mình tại cửa tiệm của Balthazar.

## Phân vai

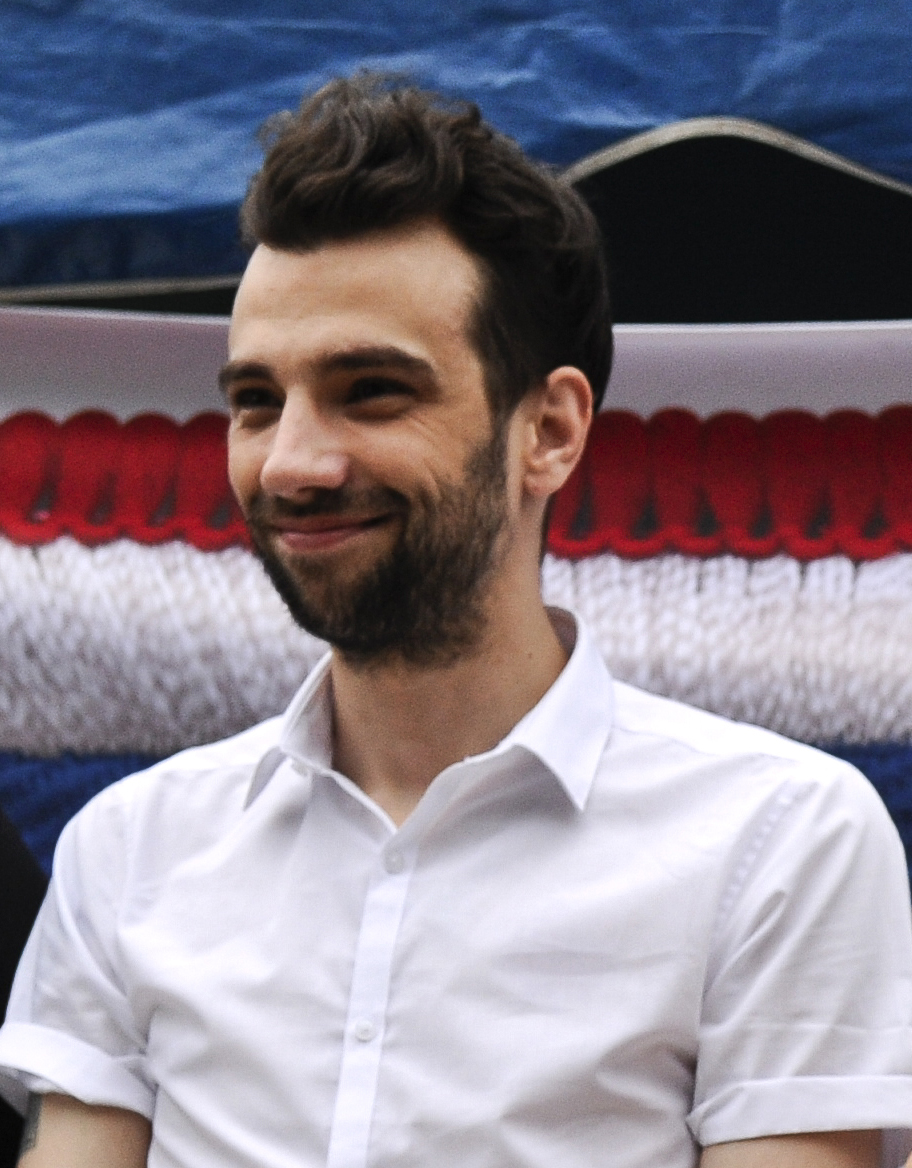
Ảnh chân dung nam diễn viên Jay Baruchel

- Jay Baruchel vai David "Dave" Stutler, một cậu sinh viên đại học giàu trí tuệ và là học trò bất đắc dĩ của Blake.[3]
  - Jake Cherry vai Dave lúc nhỏ
- Nicolas Cage vai Balthazar Blake. Blake được xây dựng dựa trên nhân vật Yen Sid trong phim Fantasia.[3]
- Alfred Molina vai Maxim Horvath, một phù thủy độc ác và là kẻ thù của Balthazar. Dù từng là đồng môn với nhau, y đã tức giận khi Veronica chọn Balthazar thay vì y, do đó Maxim đã phản bội lại họ và thầy Merlin.
- Teresa Palmer vai Rebecca "Becky" Barnes, người yêu của Dave.[3]
  - Peyton List vai Becky lúc nhỏ.
- Toby Kebbell vai Drake Stone, một Morganian tự phong mình là một ảo thuật gia nổi tiếng và đã hợp tác với Horvath khi nhận lời mời từ y.[4]
- Omar Benson Miller vai Bennet Zurrow, bạn cùng phòng với Dave.
- Monica Bellucci vai Veronica Gorloisen, một nữ phù thủy và tình nhân của Balthazar.[5]
- Alice Krige vai Morgana le Fay
- Robert Capron vai Oliver, bạn thuở nhỏ của Dave.
- Ian McShane vai Người dẫn chuyện